# Retro Jokers

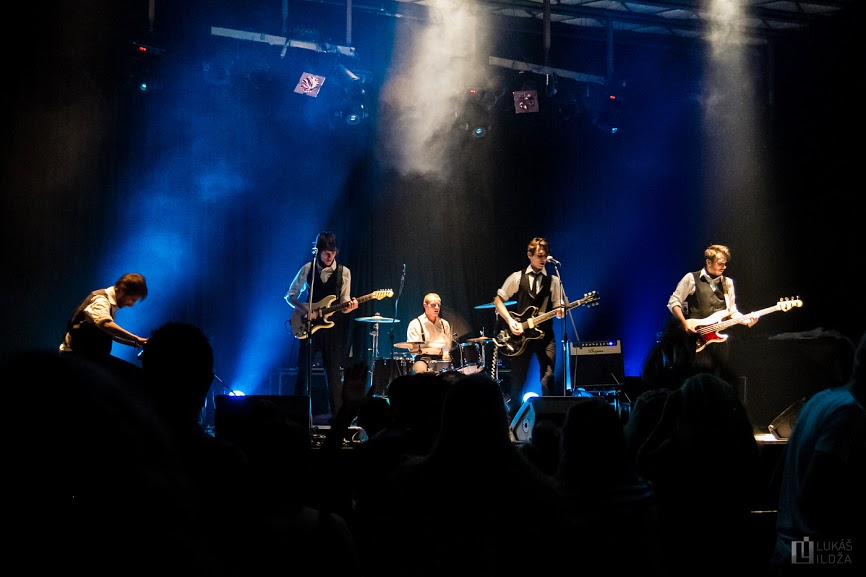
Rjs band

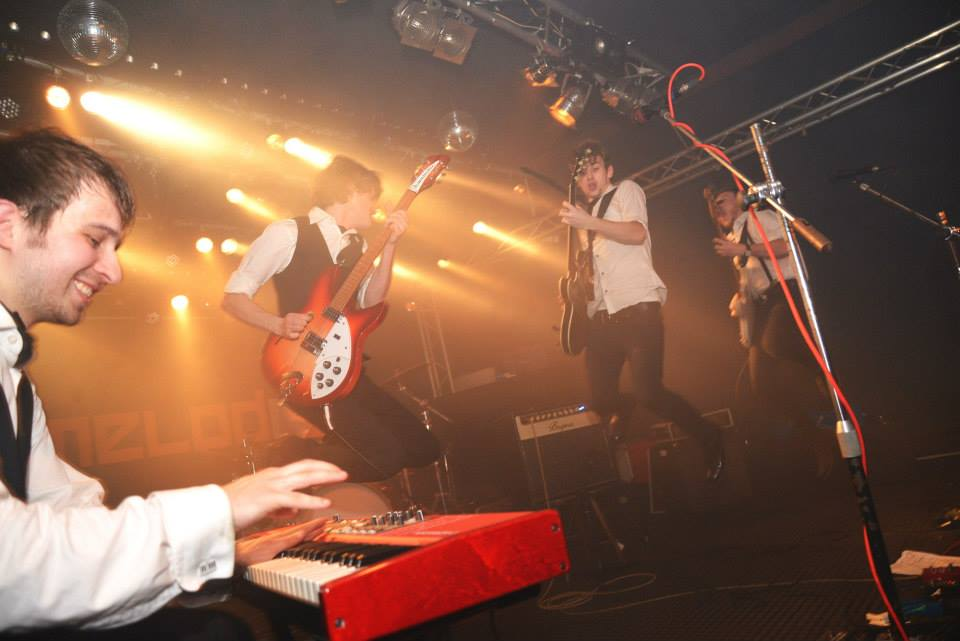
RJsband

Retro Jokers je česká indie-rockenrollová hudební skupina založená v létě roku 2010. Svou oblíbenost si získala zejména díky živým energickým koncertům.
Svou kariéru zahajují vyprodaným koncertem v ostravském klubu Chlív. Dne 4. 2. 2012 pokřtili své první EP The:Elevator a v září téhož roku jim Pavel Anděl předává cenu za první místo v celorepublikové soutěži kapel RGM Mercedes Benz Live Space. Díky tomu nahrávají své první plnohodnotné album Lonely Runner's Soul, které křtí v září 2013.
V lednu 2014 vyrážejí na své první turné po České republice i Polsku. 

## Obsazení
- Adam Be – kytara, zpěv
- Johny Foltyn – kytara, zpěv
- Jan Lazar – klávesy
- Adam Tomášek – basová kytara
- Fox Janota – bicí

## Diskografie
- 2012: EP The:Elevator
- 2013: Lonely Runner's Soul